# 高畑信之
高畑 信之（たかはた のぶゆき、1957年10月3日 - ）は、日本の俳優。プロダクション・タンクに所属していた。劇団青年座出身。

## 出演作品

### 映画
- スーパーの女（1996年） - 店員 役

松竹「エイジアンブルー」（1995年）

### テレビ
- 火曜サスペンス劇場 浅見光彦ミステリー 第7作「備後路殺人事件」（1990年）
- 照柿（1995年）
- 秀吉（1996年）

NHK 土曜ドラマ「官僚たちの夏」

### 舞台
- 冷水魂（1983年） -  ボーイ 役
- 秋に啾く蝉（1983年） - ピンちゃん 役 ※主演
- アモーレアモーレ・アジタート（1984年） - ネイチャー ・茂森 役
- 昭和浴泉顛末記　古田　役　*主演（1985年）

「タッチ」全国公演（1987年）
- 七つの海のティコ（1994年） - ルコント 役